# Norrbottensmusiken
Norrbottensmusiken är en länmusikorganisation med lokaler i Kulturens hus i Luleå och Studio Acusticum i Piteå. Organisationen driver ensemblerna Norrbotten Big Band, Norrbotten NEO, Norrbottens Kammarorkester och Piteå Kammaropera. Organisationen fungerar även som stöd till arrangörer i länet och tillhör Region Norrbotten.